# Аджидерская, Ольга Олеговна
Ольга Олеговна Аджидерская (род.28 ноября 1982г.г.Ташкент) — узбекско-казахстанская гандболистка, левый полусредний сборной Казахстана и ГК «Ростов-Дон», мастер спорта международного класса Республики Казахстан, мастер спорта России международного класса.

## Биография
О.О. Аджидерская начала играть в гандбол в Ташкенте, один сезон провела в Кзыл-Орде.
Но известность ей пришла в волгоградском «Динамо», где она трижды стала чемпионом России и четырежды завоевала «серебряные» медали.
В 2005 году она перешла в ГК «Ростов-Дон», в составе которого стала «бронзовым» и дважды «серебряным» призёром чемпионата, а кроме того трижды становится обладателем Кубка России.
В 2002 году в составе сборной Казахстана стала чемпионом Азии.
В 2002 и 2006  годах в составе сборной Казахстана завоевала «серебряные» медали Азиатских игр. В 2007 году на квалификационном турнире в Алматы в составе сборной Казахстана завоевала «золото» и путёвку на Олимпиаду в Пекине.
В 2010 году в составе сборной Казахстана вторично стала чемпионом Азии.

## Достижения
- Чемпионат России по гандболу среди женщин
  - Чемпионка России: 1999, 2000, 2001,
  - Серебряный призер чемпионата России: 2002, 2003, 2004, 2005, 2011, 2012, 2014
  - Бронзовый призер чемпионата России: 2010
- Обладательница Кубка России: 2007, 2008, 2012, 2014
- Серебряный призер Азиатских игр: 2002, 2006
- Чемпионка Азии: 2002, 2010